# Astacilla paucisetosa
Astacilla paucisetosa là một loài chân đều trong họ Arcturidae. Loài này được Castelló & Carballo miêu tả khoa học năm 2000.